# Свети Милије
Свети Милије (сиријски: ܡܝܠܣ, грчки: Μιλης) је био епископ града Сузе у Сасанидској Персији од пре 315. године до своје мученичке смрти 340. или 341. године. Ангажовао се у напорима да евангелизује Сузу, много је путовао по Источном римском царству. Сасанидске власти су га погубили на почетку Четрдесетогодишњег прогона хришћана.
Милије се помиње у Сиријском мартирологију из 411. године. Созомен у својој Хисториа Еклесистика, написаној у Цариграду у првој половини 5. века, укратко сажима сиријски приказ живота Милија. Крајем 6. века појавила се потпунија сиријска хагиографија, Дела Милија или Милијево мучеништво. Његово житије је сачувано и у староенглеској мартирологији.

## Рани живот и путовања
Према житију, Милије је био родом из града Сузе. Пре преласка у хришћанство, био је зороастријац и служио је у сасанидској војсци. За епископа Суза га је посветио епископ Агапет из Бет Лапата (Гондешапура). Милије је много путовао по околини Сузе пре него што је отишао на више хришћанских ходочашћа. Према наводима Созомена, „неуспевши у својим напорима да преобрати становнике [Сузе] у хришћанство, изрекао је клетве против града и отишао“. Недуго затим, наставља Созомен, „град је навукао краљев гнев и уништила га је војска са три стотине ратних слонова”.
На својим путовањима у иностранство, Мајлс је са собом носио само Јеванђеље. Прво се зауставио у Јерусалиму; затим манастир Светог Антонија у Египту, где је упознао Амона, Антонијевог наследника; и на крају Нисибис, где је помогао епископу Јакову да изгради цркву која носи његово име. После је отишао у Селевкију-Ктесифон, престоницу царства.

## Сабор у Селевкији
Мајлс је био главни противник претензија на примат унутар персијске цркве Папа бар Агаија, епископа Селеукије. Њихов обрачун на Сабору у Селевкији  315. године препричава се, у две супротне верзије, у Делима Милија и Синодикон Ориентале.
Извештај у Синодикону садржан је у наводном писму које је епископ Агапет прочитао у записнику Сабора патријарха Дадишоа (424). У овој верзији, Папу су неки бискупи оптужили за "насиље и нечистоћу" и Милије му је судио. Током поступка, Папа је љутито ударао јеванђељем говорећи: „Говорите, јеванђеља, говорите!“ Након тога, он је пао   парализован са једне стране (вероватно од можданог удара). Овај догађај је скренуо пажњу епископа Римског царства (оци Запада), који су послали писмо у којем су потврдили положај епископа Селеукије  као поглавара цркве у Персији и поставили Папиног архиђакона Симеона бар Себајеа. као замену. Западни епископи одбацују Папино учење јер „само Христос може бити судија патријарху“.
Према извештају Дела о Милију, Милије је стигао у Селевкију да помири цркву у расколу. Он је изазвао Папу на јавном састанку, носећи примерак Јеванђеља да изнесе своје учење. Папа је одговорио тако што је зграбио Јеванђеље и позвао их: „Говори, дакле, Јеванђеље, ако имаш шта да кажеш.“ Пре него што је Папа погођен (у овом извештају муњом), Милије је објаснио Сабору да је Папије кажњен због његове гордости.

## Мучеништво
Сачувана верзија Дела Милија, вероватно је написана крајем 6. века. Садржи бројне фантастичне елементе који отежавају одвајање чињеница од фикције. Жером Лабур је сугерисао, на основу укључивања светитељевих иначе непознатих сапутника на крају, да може комбиновати традиције повезане са неколико различитих мученика.
Према Делима Милија, након што је напустио Селевкију, кренуо је да чини чуда. Ухапсио га је шах Шапур II на почетку великог прогона (340. или 341.) и погубио у Реју (Бетх Разикаие). Сахрањен је на месту званом Малчан заједно са својим друговима Аборсимом и Сином. Захваљујући светитељевој заштити, Малчан је касније постао неосвојива тврђава. Милије, Аборсим и Син су међу 120 именованих персијских мученика у најранијем датираном сиријском рукопису, Мартирологији из 411. године.
Копија Дела на сиријском језику стигла је до Енглеске, вероватно међу поседима Теодора из Тарса. 
Житије о Милију је било познато у грчком свету. Извештај се налази у цариградском синаксару из касног 9. века. Менологион састављен за цара Василија II око 1000. године садржи приказ мучеништва Милија, Аборсима  и Сина  за 13. новембар. 
У житијама се наводи „Свети Милије тамо изгоњаше из људи ђаволе многе; жену узету, која десет година не силажаше са одра, исцели узевши је за руку; једнога човека, који се неправедно судио па чак и лажно заклео и речи светог епископа ни у шта није сматрао, светитељ га, за пример многима, казни губом, као свети пророк Јелисеј Гијезија. И многа друга чудеса чињаше свети Милије. И многи због тога примаху веру Христову. А и по другим местима свети угодник Божји твораше чудеса”.
Милије се вративши се у свој завичај, тамо многе обратио у хришћанство. Чувши за то, обласни управитељ Гормизда Гуфриз је наредио да епископа Милија и његова два ученика баце у тамницу. Затим су изведни на суд, и тамо је затражено да докажу истинитост своје вере. Но то је Милије неустрашиво одговорио: „Вера моја је истинита, и ја је нећу због лажљивих речи твојих бранити. Моје учење је чисто, и ја га твоме нечистом слуху излагати нећу, али ћу ти истину рећи. Тешко теби, безбожни злотворе, и свима који као ти вређају Бога! По правди Својој Он ће вас у будућем веку осудити на пакао и његов страшни мрак, и ви ћете се вечно мучити плачем и шкргутом зуба, јер нећете да познате Дародавца, чија блага користите и уживате”.
Видећи непоколебљиву веру исповедника Христових и разјарен изобличавањем светога Милија, Гормизда је у гневу скочио и мачем пробоо груди светитељу. Његов брат Нерсес, бесан од јарости, убо је светитеља ножем у срце. Милије, након тога издишући је рекао: „Пошто се договористе да мене невиног убијете, то ћете сутра, у овај исти час у који мене убисте, пролити крв један другога, и ваша ће мајка остати без деце.”
Рекавши то, свети Милије је издахнуо. Његова два ученика по наређењу истих убијени су камењем. Тела светих мученика тамошњи хришћани су сахранили, уз појање црквених песама.
Сутрадан браћа Гурфиз и Нерсес су се међусобно поубијали у лову.
Постојао је манастир посвећен Милију у Ликаонији у Малој Азији 596. године, када је Григорије Велики написао писмо на латинском његовом игуману Атанасију, ослобађајући га од јереси. Једина црква у Европи посвећена Милију налази се у Патрасу, у Грчкој, саграђена након што му је тамо приписано чудо 1939. године.